# Henry de Sainct-Didier
Henry de Sainct-Didier, francoski sabljač, * 16. stoletje.
Sainct-Didier je bil sabljaški mojster, ki je napisal knjigo Traicté contenant les secrets du premier livre sur l’espée seule, mère de toutes armes, qui sont espée dague, cappe, targue, bouclier, rondelle, l’espée deux mains & deux espées, avec ses pourtraictures, ayans les armes au poing por se deffendre & offencer à un mesme temps des coups qu’on peut tirer, tant en assillant qu’en deffendent, fort utile & profitable por adextrer la noblesse, & suposts de Mars: redigé par art, ordre & practique.